# ドブラヴァ・ユーリエヴナ
ドブラヴァ・ユーリエヴナ（ロシア語: Добрава Юрьевна、1215年頃 - 1265年）は、ウラジーミル大公ユーリーとアガフィヤ（チェルニゴフ公フセヴォロド(ru)の娘）との間の子である。ヴォルィーニ公妃。聖名エレナ。
ドブラヴァは1226年にヴォルィーニ公ヴァシリコと結婚した。1230年代後半にルーシ北東部はモンゴル帝国軍の侵攻を受け、ウラジーミルも1238年に陥落する(ru)が、結婚によってウラジーミルを離れていたドブラヴァは、ユーリーの子の中で唯一の生存者となった。
1265年に死去した。子にはウラジーミル（聖名イヴァン）とオリガがいる。